# Rou-rou
O Rou-rou uma entidade mítica do sono, é uma personagem da mitologia infantil portuguesa. O Rou-rou era tema frequente nas cantigas de embalar e nas rimas infantis.